# 小倉正恒

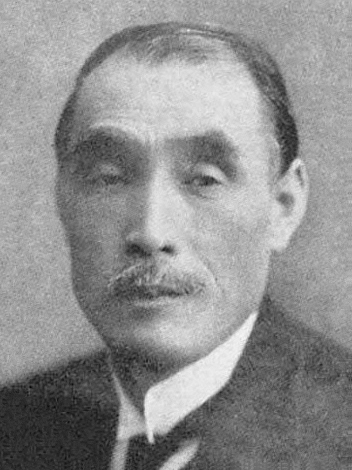
小倉正恒

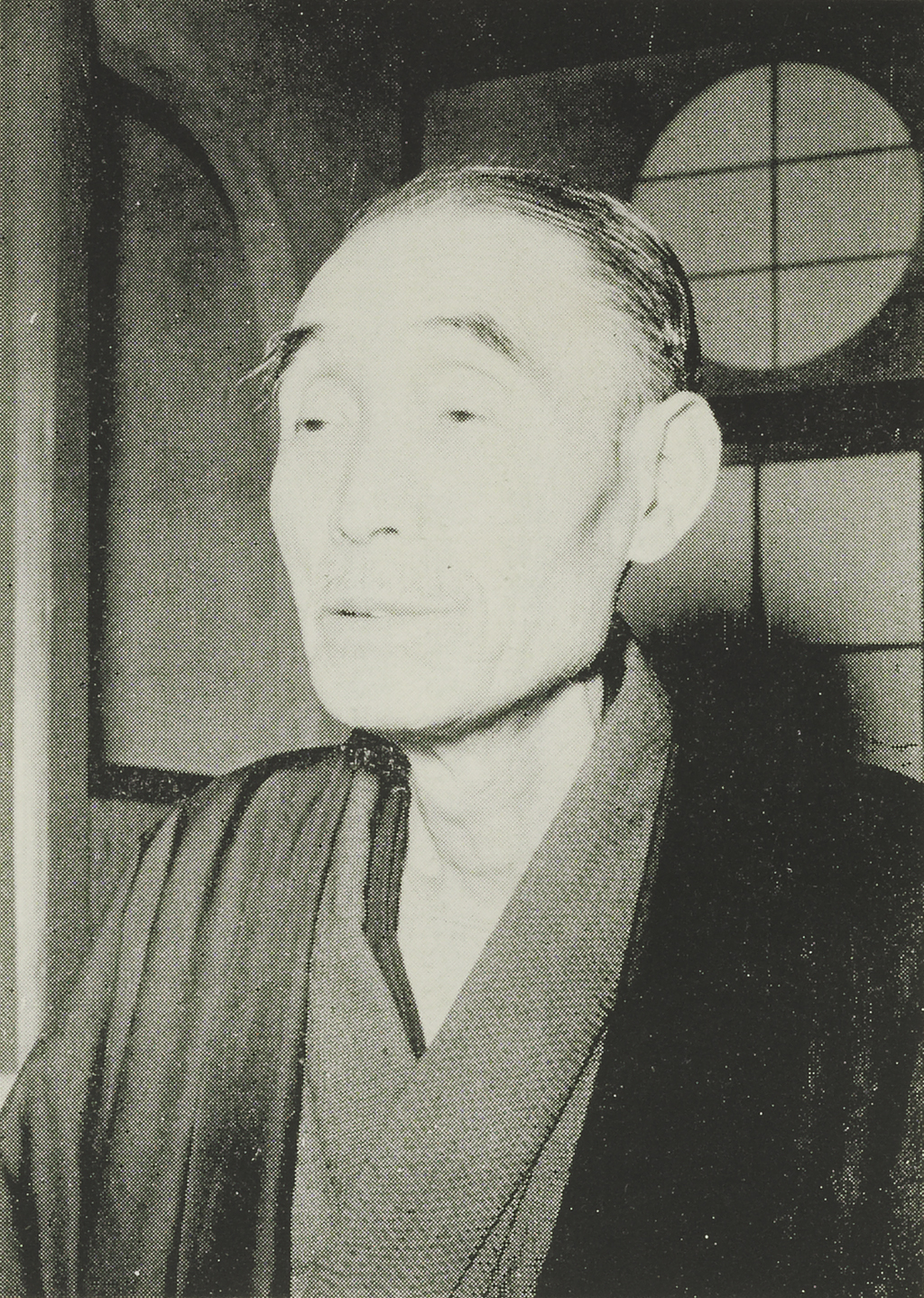
小倉正恒

小倉 正恒（おぐら まさつね、1875年（明治8年）3月22日 - 1961年（昭和36年）11月20日）は、第六代住友総理事である。
第2次近衛内閣（昭和15年 - 昭和16年（1940年 - 1941年））の国務大臣、第3次近衛内閣（昭和16年（1941年））の大蔵大臣を務める。
簡斎と号する。
著書に『日本国憲法』『行政法』『現代家族関係論』『私の生活信条』『小倉正恆談叢』等。

## 経歴
明治8年（1875年）、前田利家の家老の家系であった旧金沢藩士・裁判官の小倉正路の長男として石川県金沢市に生まれる。
第四高等学校を経て、明治30年（1897年）東京帝国大学英法律学科を卒業後、内務省（現総務省）に入省。土木監督署事務官となる。山口県参事官の時、大学の先輩で農商務省出身の鈴木馬左也（後の住友総理事）から誘われ、明治32年（1899年）退官。６名で住友を興す、入社する（『私の生活信条』より）。
住友総理事の伊庭貞剛や日本銀行理事から住友に転進した河上謹一に目をかけられる。大正7年（1918年）住友本店理事長。大正10年（1921年）住友本店を合資会社に改組し、常務理事となる。昭和5年（1930年）住友合資会社総理事に就任、住友財閥の最高経営者となる。以後10年、住友財閥の総帥として住友の企業経営を徹底して合理化する。昭和12年（1937年）本社の株式会社化を実現したのをはじめとして、グループ各社の株式会社化を断行していった。
この間、昭和8年（1933年）12月5日、貴族院議員に勅選される。第2次近衛内閣で無任所の国務大臣、第3次近衛内閣で大蔵大臣として入閣している。小倉は自由経済を信念としており、統制経済には反対であったが、戦時経済への移行を余儀なくされる。1942年に戦時金融金庫初代総裁。1946年（昭和21年）3月20日、貴族院議員を辞任した。昭和26年（1951年）に追放解除となったが、第一線には復帰しなかった。
戦後の道徳荒廃を嘆き、石門心学会長、修養団後援会会長として日本人の道徳復興を目指し、個人的にも剣禅一致の精神修養に励んだ。大正5年（1916年）に鈴木馬左也に随行して訪中して以来、中国の史蹟を訪ね、様々な人士と交流し、梁川星巌の漢詩集を校閲したり、自身も『蘇浙游記』を昭和4年（1929年）に著している。興亜院福建省厦門連絡部長官。厦門日本人慈善会等に携わり、日本および中国国内の財産を譲渡するなどした。訪支経済使節団。
東京都三鷹市のアジア・アフリカ図書館（旧アジア文化図書館）建設委員会委員長として全世界各国との文化交流事業に尽力した。昭和36年（1961年）死去。86歳。墓所は青山霊園(1ロ16-9)。

## 栄典
位階
- 1941年（昭和16年）4月15日 - 従三位[3]

勲章等
- 1940年（昭和15年）11月10日 - 紀元二千六百年祝典記念章[4]

## 親族
- 白石正邦 - 妹の夫。歴史学者。